# ألكسندر فوتشيتش
ألكسندر فوتشيتش (بالسيريلية الصربية: Александар Вучић)، هو سياسي صربي، ورئيس جمهورية صربيا حالياً منذ 31 مايو 2017، ورئيس الحزب التقدمي الصربي. وهو سياسي وسطي منفتح على الاتحاد الأوروبي.
قبل شغله لمنصب الرئيس، تدرج آلكسندر فوتشيتش في عدة مهام حكومية، ففي عام 1996 حاز على ثقة المجتمع الثقافي الصربي وشغل منصب مدير للمركز الثقافي والرياضي "Културно спортски центар Пинки"، المعروف اختصارا ب "بينكي هال "Pinki Hall. " بينكي هال، ثم استطاع أن يشغل منصب وزير الإعلام من 1998 إلى 2000 بحكم تجربته الميدانية في المجال الصحفي والإعلامي، وبعد ذلك شغل منصب وزير الدفاع من 2012 إلى 2013، كما شغل منصب النائب الأول لرئيس الوزراء من عام 2012 إلى 2014.
في أبريل 2017، انتخب فوتشيتش رئيسا لصربيا بنسبة 55٪ من الأصوات وحسم الانتخابات لصالح الحزب التقدمي الصربي في الجولة الأولى، دون اللجوء إلى الجولة الثانية من الانتحابات. تولى منصبه رسميا في 31 مايو 2017، خلفا ل توميسلاف نيكوليتش. وقد أقيم برتوكول حفل التنصيب في 23 حزيران/ يونيه من عام 2017.

## البدايات الأولى
ترعرع ألكسندر فوتشيتش في بلوك 45 التابعة لبلدية (نوفي بيوغراد Novi Beograd).
في عام 1988، تخرج من مدرسة زيمون الثانوية ثم التحق بكلية الحقوق بجامعة بلغراد التي تخرج منها عام 1994.
وفي عامي 1992 و1993، عمل كصحفي «بقناة إس» "Kanal S"، حيث كان يتطرق للمواضيع والأخبار وينجز التقارير والمقابلات باللغة الإنجليزية.
في عام 1996 أصبح مديرا للمركز الثقافي والرياضي "Културно спортски центар Пинки"؛ المعروف اختصارا ب "Pinki Hall" بينكي هال.
.

## رئاسة الجمهورية
في 2 أبريل 2017، فاز في الانتخابات الرئاسية التي حسمت في الجولة الأولى بنسبة 55%. وقد أدى اليمين وأخذ بزمام رئاسة الجمهورية في 31 مايو من عام 2017.
 · 

## انجازات
تشير التحليلات إلى تحقيق نجاح في السياسة الاقتصادية للحزب التقدمي الصربي منذ كان آلكسندر في رئاسة الوزراء، مع ارتفاع نسبة النمو مجددا إلى 2.8% سنة 2016، هذا بالإضافة إلى الانفتاح الذي عرفته صربيا اقتصاديا وسياسيا في موقع استراتيجي يتوسط جنوب شرق أوروبا، بالاحتفاظ بعلاقات متطورة مع روسيا والانفتاح على الاتحاد الأوروبي، وكذا تطوير علاقاتها مع الولايات المتحدة الأمريكية، باعتبار صربيا الدولة التي تحمل الثقل الثقافي والسياسي والوريثة ليوغوسلافيا باعتبارها أحد مهندسي حركة عدم الانحياز من القرن الماضي قبل تفككها سنة 2006، كان هدف الحركة هو الابتعاد عن سياسات الحرب الباردة 
حيث تعتبر حركة عدم الانحياز من أفكار الرئيس اليوغوسلافي تيتو التي انعقد أول مؤتمر لها في بلغراد عام 1961، وهي عاصمة صربيا الحالية، الذي حضره آنذاك ممثلو 25 دولة في أول مؤتمر. وهذا مايمكن لمسه إلا حد ما في سياسة ألكسندر فوتشيش فيما يخص موقع صربيا في العلاقات الدولية، في موقعها الاستراتيجي وإرثها اليوغسلافي دبلوماسيا وعسكريا وثقافيا، وذلك بنهجه سياسة في العلاقات الدولية ترتكز على خط عدم الانحياز بين روسيا والاتحاد الأوروبي والولايات المتحدة
وتعزيز موقعها في هذا الإطار بنهج سياسة أكثر انفتاحية إقليميا وأوروبيا ودوليا.

### الهاجس الأمني ومكافحة الجريمة والجريمة المنظمة

#### تطوير الجهاز الأمني ومكافحة الجريمة
تقع صربيا في موقع استراتيجي في نقطة واسطة البلقان وأوروبا، تجعلها في مفترق طرق بين أوروبا الجنوبية وأوروبا الوسطى وأوروبا الشرقية وأوروبا الغربية، وهذا ما يجعلها مكان عبور للعديد من عمليات العصابات المنظمة التي تنشط عبر أوروبا، ومنها التي تمر أنشطتها المختلفة الخارجة عن القانون مرورا من تركيا ورومانيا وبلغاريا التي تتحكم فيها عصابات الجريمة المنظمة بشكل احترافي، حيث تحتل مثلا بلغاريا إلى حدود سنوات ال 2000 المرتبة الأولى عالميا في تزييف العملات وتصديرها إلى دول أوروبية أخرى مثل النمسا وألمانيا، حيث تمر هذه العصابات عبر طريق صربيا نظرا للحدود المشتركة، إضافة إلى الحدود مع رومانيا التي تضم الكثير من العصابات المنظمة الناشطة في مجال تزوير العملات وتهريب المخدرات، كما تطوق المنطقة المحيطة بصربيا أنشطة عصابات تهريب البشر نحو بعض دول أوروبا الغربية، جُلّها يمر عبر اليونان وبلغاريا وصربيا وكرواتيا نحو دول مستهدفة في أنشطتها الربحية الممنوعة كالنمسا وألمانيا وإيطاليا وفرنسا وهولندا.. علاوة على مرور منفذي التفجيرات الإرهابيين عبر الطريق من تركيا واليونان ثم صربيا إلى أوروبا الغربية متخفين بين اللاجئين، وكذلك نفس المسلك بالنسبة لطريق تجارة المخدرات الدولية. خصوصا أن ما يلاحظه المتتبعون أن عصابات الجريمة المنظمة هي مرتبطة فيما بينها بشبكة علاقات واسعة وممتدة إلى دول خارج أوروبا والاتحاد الأوروبي، وينشطون في تجارات وممنوعات مختلفة، ويركزون على تجارة المخدرات وغسيل الأموال وتهريب الأسلحة وتزوير العُملات والمتاجرة في الدعارة غير المرخصة لشبكات خارج القانون تقوم باستغلال والتحكم في النساء العاملات في مجال الدعارة غير المرخصة لجني مداخيل غير شرعية، كما هو الحال في إنجلترا مثلا.
كما واجهت الحكومة التي كان يتقلد فيها ألكسندر منصب رئيس الوزراء مشاكل أمنية في مواجهة أنشطة العصابات المنظمة مع أزمة اللاجئين الأخيرة، عندما طفت إشكالية تهريب البشر على السطح الأوروبي، حيث تقع الدولة الصربية على طريق رئيسي للهجرة، حيث يدفع الكثير من المهاجرين أموالا طائلة للعصابات من أجل تهريبهم من تركيا واليونان أو مقدونيا إلى المجر في محاولة للوصول إلى دول أوروبية ثرية. عبر طريق تركيا اليونان مرورا بالبلقان والنمسا...
كما يضعها موقعها في مأزق على جانبي أحد الطرق الرئيسية العالمية لتهريب الهروين من آسيا عبر تركيا واليونان إلى أوروبا الغربية والشمالية، وعودة المخدرات بعد تصنيعها في الاتجاه المعاكس.
وقد عرفت الجريمة بشكل عام وأنشطة الجريمة المنظمة في صربيا تراجعا في نشاطاتها في السنوات الأخيرة مقارنة مع دول أوروبية مجاورة، ويعود ذلك إلى حملة الحكومة الضارية على الجريمة، مما زاد في شعبية الحزب الحاكم، رغم هذه الضغوط على أرض الواقع عارض ألكسندر فوتشيتش بشدة سنة 2016 عندما كان يتولى منصب رئيس الوزراءإقامة جدار على طول الحدود مع بلغاريا ومقدونيا، كوسيلة للتعامل مع الإشكالية الأمنية المطروحة عبر المعابر الحدودية. إلا أن نتائج تدخل الحكومة في إطار الحرب على الجريمة والجريمة المنظمة كان ملموسا، حيث ضبط المجال على المستوى الأمني في القرى والمدن بشكل صارم، ويسود الأمن في صربيا بشكل كبير، ومظاهر الحياة المدنية بشكل عالي في مختف ربوع الدولة، حيث يمكن للنساء التجول ليلا في أوقات مختلفة وفي مختلف مناطق الدولة، ويمكن للمسافرين والسياح التنقل في جميع الأوقات والمناطق دون تخوفات وهواجس أمنية، خصوصا منذ تولي الحزب التقدمي الصربي لزمام أمور الحكم والمسؤولية، التي تقلد فيها ألكسندر فوتشيش منصب رئيس الوزراء، شنت الحكومة الصربية حملات متتالية وضارية على مختلف أشكال الجريمة والجريمة المنظمة، شبيهة إلى حد ما لما يمكن تسميته بعمليات «الأيادي البيضاء في إيطاليا» ضد توغل المافيا الإيطالية، في محاولة من صربيا لتجفيف منابع الجريمة المنظمة داخليا، أو سد الطريق على تلك العصابات المنظمة الخارجية وأنشطتها العابرة لصربيا القادمة من دول أخرى، كما هو الشأن في اتفاقية ثُنائية مع الشرطة السويدية لسد الطريق عن عمليات الجريمة المنظمة المرتبطة بالسويد كهدف نهائي، استعانت السويد بالشرطة الصربية لمساعدتها في فك شفرة العديد من القضايا، أهمها مسألة تهريب السلاح إلى السويد التي قد تصل إلى معدل 50 قضية سنوياً.

## الحياة الشخصية
- الأب - أنجيلكو فوسيتش.
- الأم - أنجلينا فوتشيتش (ميلوفانوفا قبل الزواج). عملت كصحفية في راديو وتلفزيون صربيا.

كان يعشق ألكسندر فوتشيتش لعب كرة السلة وكرة القدم في الفتوة، ومعروف عليه دعمه وتشجيعه لفريق «تسرفينا زفيزدا» النجم الأحمر بلغراد لكرة القدم.
لأكسندر فوتشيتش 3 أبناء، اثنان من طليقته الصحفية «كسينيا يانكوفيتش»، وهما الابن البكر دانيلو، ولد في عام 1998، وابنته الثانية ميليكا، ولدت في عام 2002؛ انفصل الزوجان في عام 2013. وتزوج آلكسندر في ديسمبر 2013 من «تمارا دوكانوفيتش» وهي دبلوماسية في وزارة الخارجية الصربية أنجبا من هذا الزواج مولودا.

## معرض صور

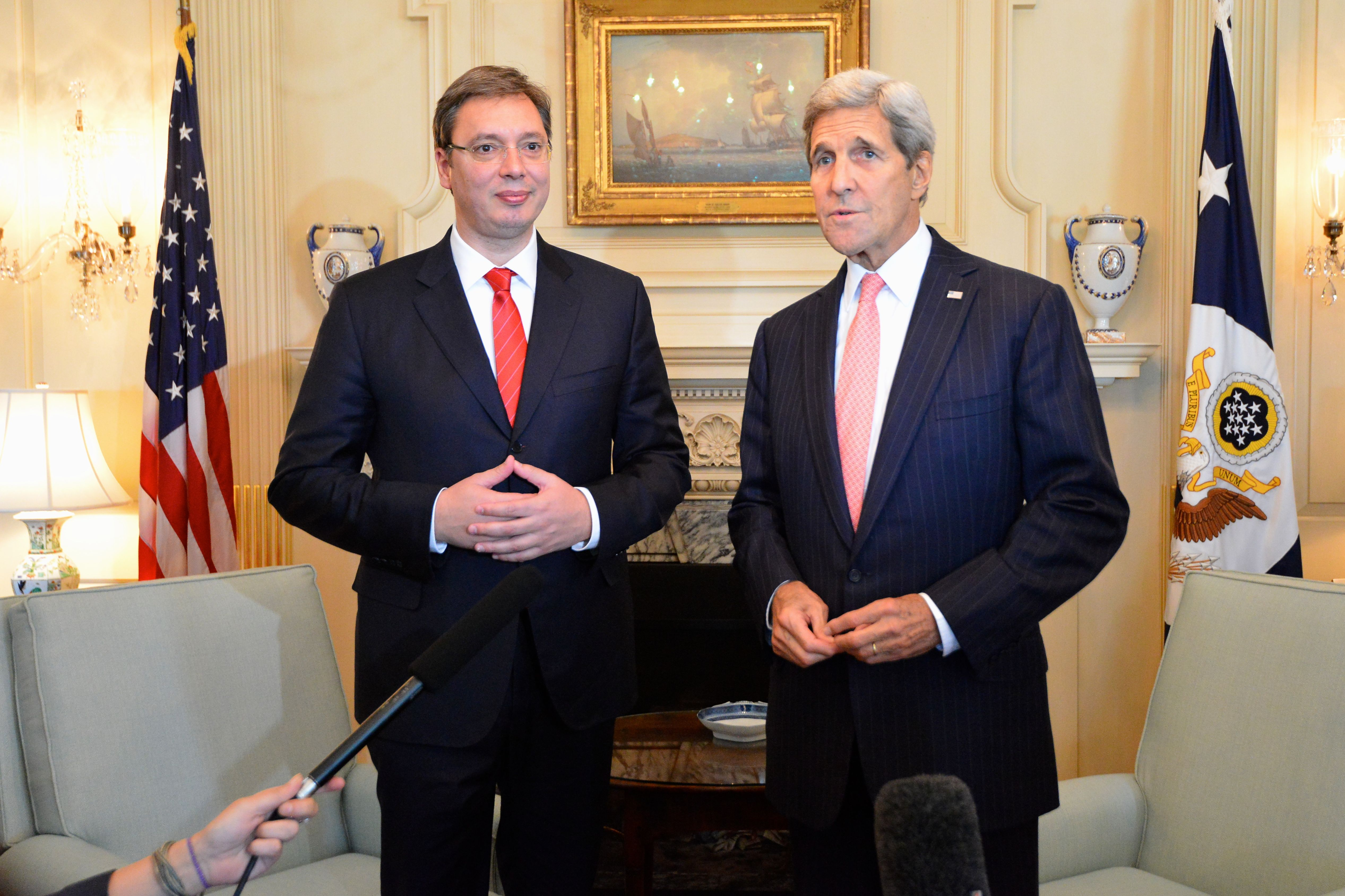
مع جون كيري وزير الخارجية الأمريكي السابق في حكومة باراك أوباما بتاريخ ال 16 من ديسمبر 2015.
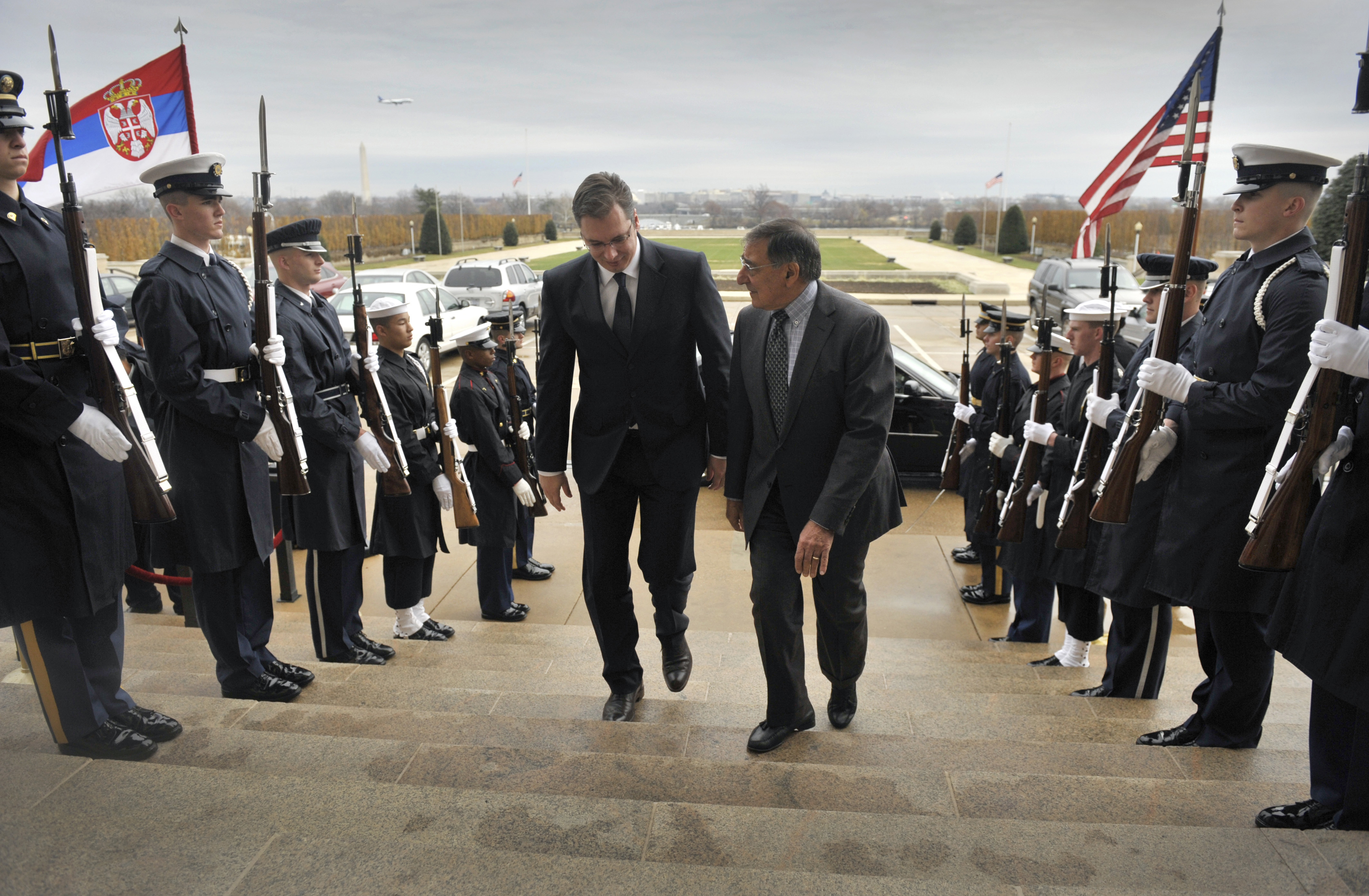
مع وزير الدفاع ليون بانيتا، عندما كان آلكسندر وزيرا للدفاع، التقطت الصورة في 7 ديسمبر 2012. قبيل عقد اجتماع لمناقشة القضايا الأمنية والإقليمية التي تهم البلدين.
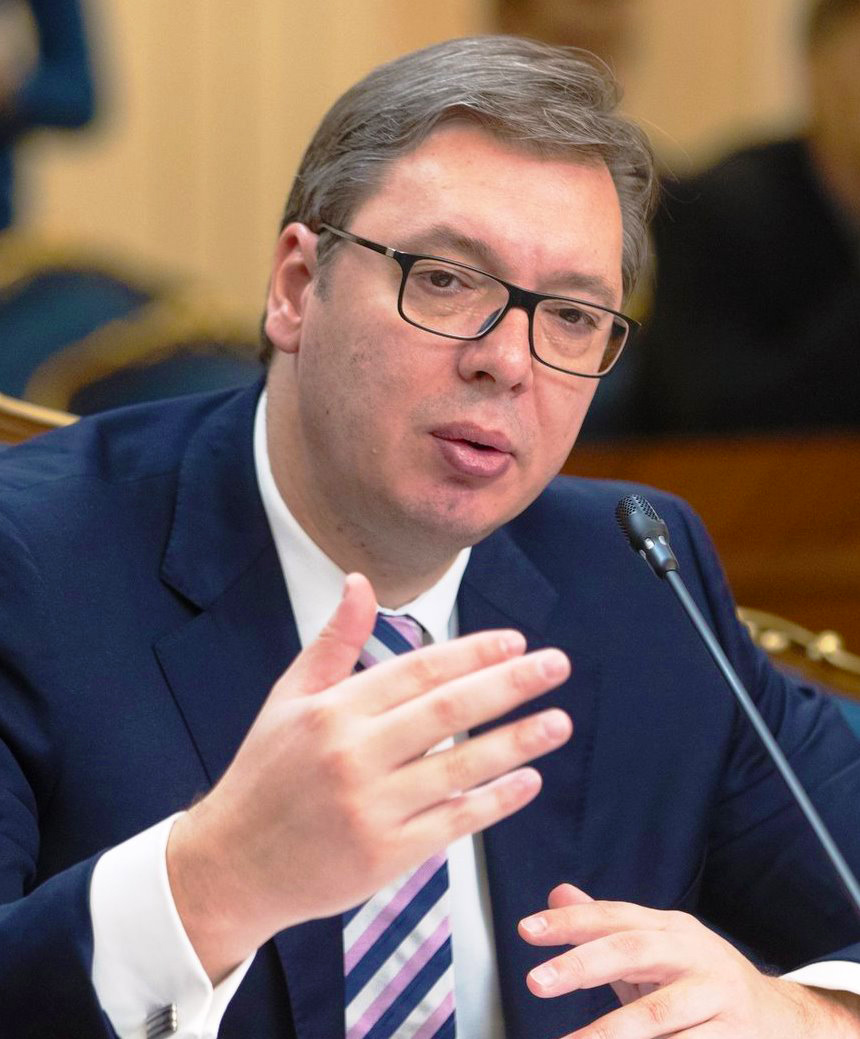
في زيارة إلى روسيا، موسكو، ديسمبر 2017
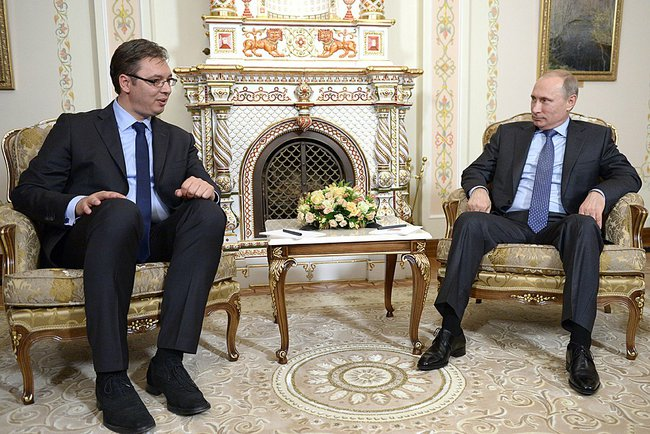
في زيارة عمل إلى روسيا، في حوار مع الرئيس الروسي فلاديمير بوتين.
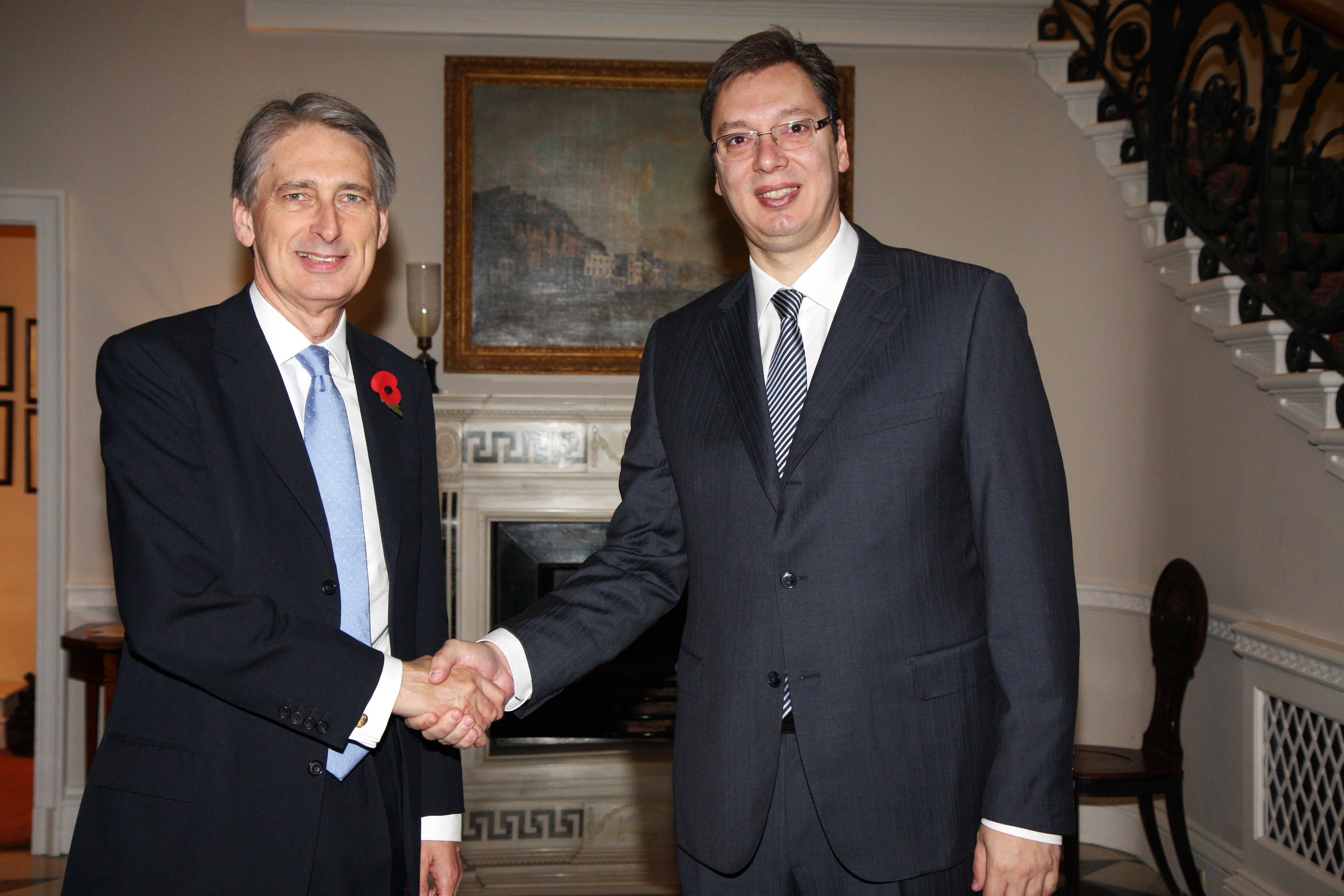
آلكسندر فوتشيتش عندما كان يشغل منصب رئيس الوزراء في لقاء مع وزير الخارجية فيليب هاموند في لندن، بتاريخ 29 أكتوبر 2014.
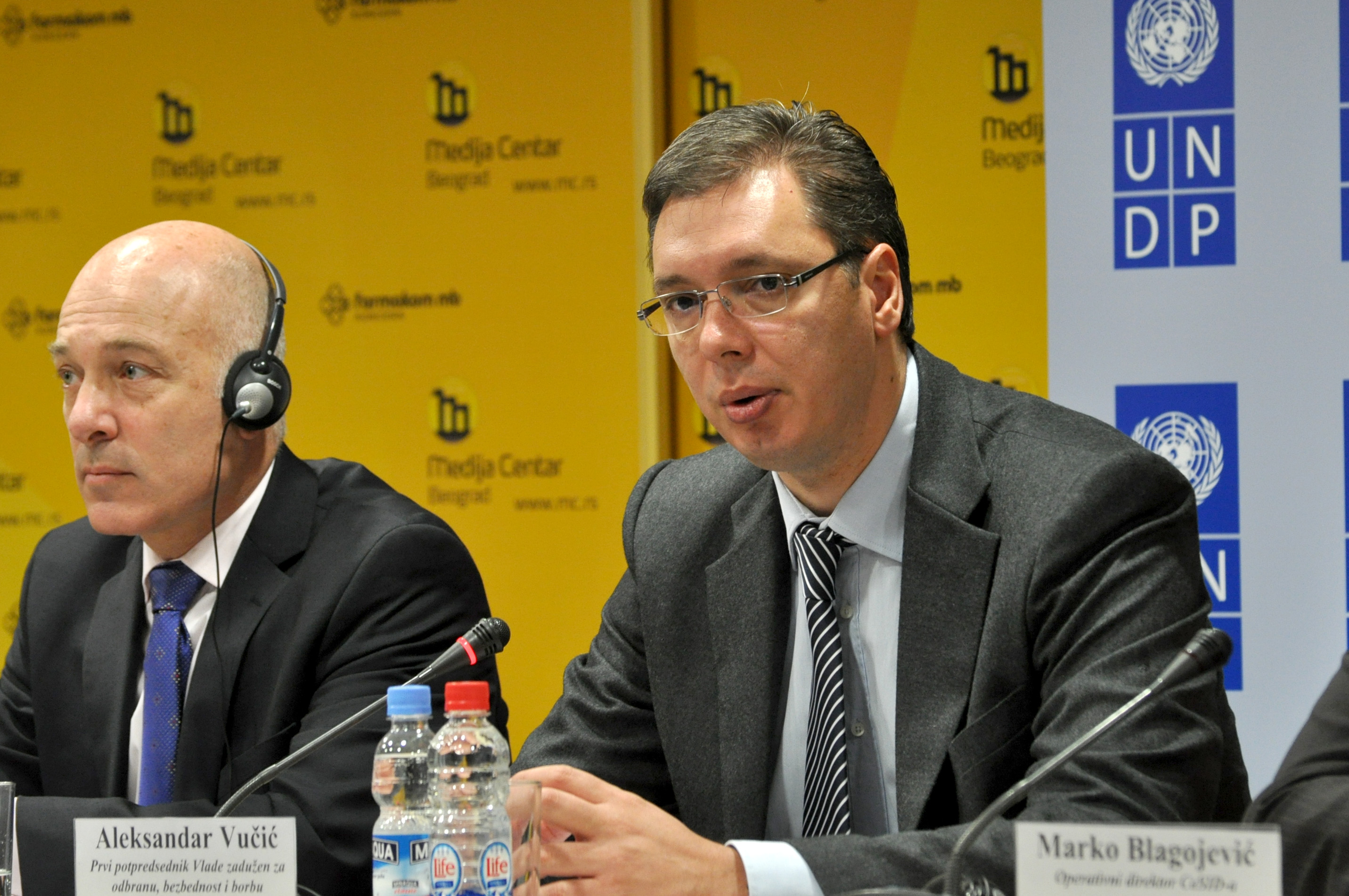
في إحدى المؤتمرات بتاريخ 28/1/2013

## أوسمة فخرية

### الدكتوراة الفخرية
| السنة | الجامعة                             | ملاحظة |
| ----- | ----------------------------------- | ------ |
| 2017  | معهد موسكو الحكومي للعلاقات الدولية | [ 26 ] |

## روابط خارجية
- ألكسندر فوتشيتش على موقع IMDb (الإنجليزية)
- ألكسندر فوتشيتش على موقع الموسوعة البريطانية (الإنجليزية)
- ألكسندر فوتشيتش على موقع مونزينجر (الألمانية)
- ألكسندر فوتشيتش على موقع كينوبويسك (الروسية)
- Aleksandar Vučić profile at the Council of Europe website
- President of the Republic of Serbia